# Брюссель-Халле-Вилворде
Брюссель-Халле-Вилворде (сокращ. Б-Х-В, BHV, нидерл. Brussel-Halle-Vilvoorde, фр. Bruxelles-Hal-Vilvorde) — бывший избирательный округ в королевстве Бельгия, который включал официально двуязычный Брюссельский столичный регион и административный округ Халле-Вилворде, один из двух округов провинции Фламандский Брабант нидерландоязычного Фламандского региона (Фландрии).

## История и конфликты
Единственный официальный язык Фландрии — нидерландский. Фламандские политические партии видели Б-Х-В как своего рода анахронизм, поскольку он позволял франкофонам Брюссельской периферии голосовать за франкоязычные политическиe партии как в самом Брюсселе, так и за его пределами. Наличие франкоязычного меньшинства во Фландрии официальным фламандским правительством не признаётся после 1963 года, несмотря на то что франкофоны составляют значительную, а иногда и подавляющую долю населения ряда пригородных муниципалитетов. Голосуя за свои партии, в первую очередь за Союз франкофонов Фландрии, франкофоны часто были в состоянии сформировать франкоязычные муниципалитеты, которые затем избирали франкоязычных бургомистров несмотря на запрет на использование французского языка в администрации. Фламандцы требовали роспуска Б-Х-В, что, по их мнению, помогло бы Фламандскому Брабанту сохранить территориальную и лингвистическую целостность Фландрии и дало бы стимул франкофонам перейти на нидерландский язык.
Из 35 коммун нидерландоязычного административного округа Халле-Вилворде 7 коммун, имеющих франкоязычное большинство в диапазоне 60—85 %, являются коммунами с французскими языковыми льготами, 6 из них непосредственно примыкают к столице, образуя так называемую Брюссельскую периферию. Большинство франкоязычных избирателей было согласно пойти на роспуск Б-Х-В только в обмен на территориальное расширение Брюсселя за счёт присоединения к нему льготно-языковых коммун Брюссельской периферии и/или создания территориальной связи с Валлонией, так называемый коридор Брюссель — Валлония.

## Роспуск
15 сентября 2011 года Брюссель-Халле-Вилворде был распущен. Льготно-языковые коммуны Брюссельской периферии сохранили свои права. В случае распада страны, они фактически получат право присоединиться к Брюсселю.
При этом были созданы отдельный избирательный округ, соответствующий границам Брюссельского столичного региона, и отдельный избирательный округ провинции Фламандский Брабант, объединивший коммуны административных округов Халле-Вилворде и Лёвен. Таким образом, у партий Французского сообщества исчезла возможность непосредственно участвовать в выборах на территории нидерландоязычного Халле-Вилворде.